# إدي دولينج
إدي دولينج (بالإنجليزية: Eddie Dowling) هو ممثل أمريكي، ولد في 11 ديسمبر 1889 في ونسوكت في الولايات المتحدة، وتوفي في 18 فبراير 1976 في سميثفيلد في الولايات المتحدة.

## وصلات خارجية
- إدي دولينج على موقع IMDb (الإنجليزية)
- إدي دولينج على موقع قاعدة بيانات برودواي على الإنترنت (الإنجليزية)
- إدي دولينج على موقع قاعدة بيانات برودواي على الإنترنت (الإنجليزية)
- إدي دولينج على موقع قاعدة بيانات برودواي على الإنترنت (الإنجليزية)
- إدي دولينج على موقع ديسكوغز (الإنجليزية)
- إدي دولينج على موقع قاعدة بيانات الفيلم (الإنجليزية)